# Gildas Irwa
Gildas Irwa (ur. ok. 1906 w Bar-Kitoba, zm. 18 października 1918 w Paimol) – ugandyjski męczennik chrześcijański i błogosławiony Kościoła rzymskokatolickiego.

## Życiorys
Był katechetą jak współtowarzysz Daudi Okelo. Razem przystąpili do sakramentów i razem pracowali na misji w wiosce Paimol w Ugandzie.
W kraju panowały niepokoje społeczne i dochodziło do napięć między kolonialnymi władzami angielskimi a miejscową ludnością. Młodzi katecheci zostali uznani za przedstawicieli władz i za rzeczników rządu kolonialnego. 18 października 1918 roku do wioski przybyli nieznani ludzie żądający od Irwy i Okelo zaprzestania działalności misyjnej. Katechiści odmówili wykonania tego polecenia. Irwa zginął od pchnięcia włócznią, a następnie odcięto mu głowę.
Został beatyfikowany razem z Daudi Okelo przez papieża Jana Pawła II w dniu 20 października 2002 roku.